# کلاینس فیشرهورن
کلاینس فیشرهورن (به لاتین: Kleines Fiescherhorn) یک کوه در سوئیس است که در کانتون برن واقع شده‌است. کلاینس فیشرهورن ۳٬۸۹۵ متر بالاتر از سطح دریا واقع شده‌است.